# Pching-siang
Pching-siang (čínsky pchin-jinem Píngxiāng, znaky 萍乡) je městská prefektura v Čínské lidové republice, kde patří k provincii Ťiang-si. Leží na západě provincie u hranice s Chu-nanem. Celá prefektura má rozlohu 3 820 čtverečních kilometrů a v roce 2020 v ní žily bezmála dva miliony obyvatel.

## Poloha
Prefektura leží v provincii Ťiang-si na řece Pching-šuej. Sousedí s prefekturami I-čchun a Ťi-an na východě. Na západě sousedí s provincii Chun-nan.

## Administrativní členění
Městská prefektura Pching-siang se člení na pět celků okresní úrovně, a sice dva městské obvody a tři okresy.
| An-jüan Siang-tung okres · Šang-li okres · Lu-si okres · Lien-chua |        |                       |                    |                                  |
| Název                                                              | Název  | Počet obyvatel (2020) | Rozloha km² (2020) | Hustota zalidnění (obyv. na km²) |
| český přepis                                                       | znaky  | Počet obyvatel (2020) | Rozloha km² (2020) | Hustota zalidnění (obyv. na km²) |
| Městské obvody                                                     |        |                       |                    |                                  |
| An-jüan                                                            | 安源区 | 553 293               | 213                | 2 601                            |
| Siang-tung                                                         | 湘东区 | 304 423               | 857                | 355                              |
| Okresy                                                             |        |                       |                    |                                  |
| Šang-li                                                            | 上栗县 | 469 957               | 729                | 645                              |
| Lu-si                                                              | 芦溪县 | 260 194               | 961                | 271                              |
| Lien-chua                                                          | 莲花县 | 216 938               | 1 060              | 205                              |
|                                                                    |        |                       |                    |                                  |
| Celkem                                                             | Celkem | 1 804 805             | 3 820              | 473                              |